# Myllypuro (vattendrag i Finland)
Myllypuro är ett vattendrag i Finland.   Det ligger i landskapet Norra Savolax, i den centrala delen av landet, 400 km nordost om huvudstaden Helsingfors. Myllypuro ligger vid sjön Nurmesjärvi.